# OFCネイションズカップ2012
OFCネイションズカップ2012（英: 2012 OFC Nations Cup）は、2012年6月1日から6月10日にかけて、ソロモン諸島で開催された第9回目のOFCネイションズカップである。
タヒチが初優勝し、FIFAコンフェデレーションズカップ2013への出場権を得た。

## 概要
この大会はFIFAワールドカップ・ブラジル大会のオセアニア予選の一部を兼ねており、本大会の上位4チームがワールドカップ最終予選に進出する。またこのため、組み合わせ抽選もFIFAワールドカップの予選における組み合わせ抽選会で行われた（2011年7月30日にブラジル・リオデジャネイロで実施）。
当初は前回（2008年）大会と同様、本大会を4チームによる総当たり戦で実施することが予定されていたものの、その後2011年パシフィックゲームズにおけるサッカー競技を予選として利用しないこととしたため（前回大会は予選として利用していた）、今大会は本大会を8チームによる集中開催方式で実施することとなった。
元々本大会は、2012年6月3日から12日までフィジーで行われる予定であったが、2012年3月にOFC事務局長のタイ・ニコラスとフィジー当局との法的論争の結果開催権を剥奪され、ソロモン諸島に開催権が移った。

## 会場一覧
全試合、ホニアラのローソン・タマ・スタジアムで実施された。
| ソロモン諸島 ホニアラ                                 |
| ----------------------------------------------------- |
| ローソン・タマ・スタジアム                            |
|                                                       |
| 南緯9度26分 東経159度58分 / 南緯9.433度 東経159.967度 |
| 収容人数: 25,000人                                    |
| ホニアラ                                              |

## シード順
| 本大会から参加 | 予選大会から参加                                              |
| --- | ------------------------------------------------------------- |
| ニュージーランド(94) フィジー(156) ニューカレドニア(164) バヌアツ(169) ソロモン諸島(181) タヒチ(182) パプアニューギニア | サモア(189) トンガ(192) クック諸島(195) アメリカ領サモア(203) |

### 本大会のシード順
| ポット1                                             | ポット2                                        |
| --------------------------------------------------- | ---------------------------------------------- |
| ニュージーランド フィジー ニューカレドニア バヌアツ | ソロモン諸島 タヒチ パプアニューギニア サモア† |

† 1次予選の勝者はシード順が決められた時は未定であった。

## 予選大会
2011年7月現在のFIFAランキング上位7チームは予選免除。残る4チームで1順の総当たり戦を行い、1位のチームが本大会に出場する。
予選大会は2011年11月22日から26日にサモアで実施された。
| 順 位 | チーム           | 勝 点 | 試 合 | 勝 利 | 引 分 | 敗 戦 | 得 点 | 失 点 | 点 差 |
| ----- | ---------------- | ----- | ----- | ----- | ----- | ----- | ----- | ----- | ----- |
| 1     | サモア           | 7     | 3     | 2     | 1     | 0     | 5     | 3     | +2    |
| 2     | トンガ           | 4     | 3     | 1     | 1     | 1     | 4     | 4     | 0     |
| 3     | アメリカ領サモア | 4     | 3     | 1     | 1     | 1     | 3     | 3     | 0     |
| 4     | クック諸島       | 1     | 3     | 0     | 1     | 2     | 4     | 6     | -2    |

| 2011年11月22日 15:00 (UTC-10) |

| アメリカ領サモア              | 2 - 1    | トンガ        |
| R.オット 44分 · S.ルアニ 74分 | レポート | フェアオ 87分 |

| トレアフォア・ジョセフ・ブラッター・コンプレックス（アピア） 観客数: 150人 主審: アンドリュー・アチャリ |

| 2011年11月22日 17:30 (UTC-10) |

| クック諸島        | 2 - 3    | サモア                                |
| ベスト 36分, 85分 | レポート | L.ゴスチェ 20分, 37分 · A.ベル 90+2分 |

| トレアフォア・ジョセフ・ブラッター・コンプレックス（アピア） 観客数: 600人 主審: ピーター・オレアリー |

| 2011年11月24日 15:00 (UTC-10) |

| アメリカ領サモア | 1 - 1    | クック諸島       |
| S.ルアニ 24分    | レポート | ルヴ 62分 (o.g.) |

| トレアフォア・ジョセフ・ブラッターコンプレックス（アピア） 観客数: 300人 主審: ブルース・ジョージ |

| 2011年11月24日 17:30 (UTC-10) |

| サモア                     | 1 - 1    | トンガ            |
| イーストホープ 44分 (pen.) | レポート | タウファヘマ 82分 |

| トレアフォア・ジョセフ・ブラッター・コンプレックス（アピア） 観客数: 180人 主審: アヴェリー・ジャック |

| 2011年11月26日 15:00 (UTC-10) |

| トンガ                                | 2 - 1    | クック諸島    |
| マアマアロア 27分 · ファラタウ 90+1分 | レポート | ハーモン 35分 |

| トレアフォア・ジョセフ・ブラッター・コンプレックス（アピア） 観客数: 200人 主審: イシドール・アシェンヌ＝アンバサ |

| 2011年11月26日 17:30 (UTC-10) |

| サモア    | 1 - 0    | アメリカ領サモア |
| マロ 90分 | レポート |                  |

| トレアフォア・ジョセフ・ブラッター・コンプレックス（アピア） 観客数: 800人 主審: ピーター・オレアリー |

## 本大会

### グループリーグ
- 緑色に塗られている国は、準決勝および2014 FIFAワールドカップ・オセアニア3次予選進出国を示す。

#### グループ A
| 順 位 | チーム           | 勝 点 | 試 合 | 勝 利 | 引 分 | 敗 戦 | 得 点 | 失 点 | 点 差 |
| ----- | ---------------- | ----- | ----- | ----- | ----- | ----- | ----- | ----- | ----- |
| 1     | タヒチ           | 9     | 3     | 3     | 0     | 0     | 18    | 5     | +13   |
| 2     | ニューカレドニア | 6     | 3     | 2     | 0     | 1     | 17    | 6     | +11   |
| 3     | バヌアツ         | 3     | 3     | 1     | 0     | 2     | 8     | 9     | -1    |
| 4     | サモア           | 0     | 3     | 0     | 0     | 3     | 1     | 24    | -23   |

| #01 | 2012年6月1日 12:00 (UTC+11) |

| サモア    | 1 - 10   | タヒチ |
| マロ 70分 | レポート | L.テハウ 7分, 83分, 84分, 86分 · J.テハウ 17分, 78分 · A.テハウ 19分, 40分 · T.テハウ 54分 · チョン・フエ 60分 |

| ローソン・タマ・スタジアム（ホニアラ） 観客数: 3,250人 主審: ジェラルド・オイアカ |

| #02 | 2012年6月1日 15:00 (UTC+11) |

| バヌアツ                      | 2 - 5    | ニューカレドニア                                              |
| タッソ 52分 · ナプラポル 61分 | レポート | カイ 32分, 58分, 76分 · ゴプ＝フヌプジュ 66分 · R.カヤラ 87分 |

| ローソン・タマ・スタジアム（ホニアラ） 観客数: 5,000人 主審: ピーター・オレアリー |

| #05 | 2012年6月3日 12:00 (UTC+11) |

| バヌアツ                                                                          | 5 - 0    | サモア |
| ナプラポル 26分 · カルタック 45+1分 · マラス 46分 · タッソ 74分 · ヴァヴァ 90+3分 | レポート |        |

| ローソン・タマ・スタジアム（ホニアラ） 観客数: 6,000人 主審: ジョン・サオフ |

| #06 | 2012年6月3日 15:00 (UTC+11) |

| タヒチ                                                                 | 4 - 3    | ニューカレドニア                      |
| A.テハウ 19分 · ヴァラール 29分 (pen.) · L.テハウ 32分 · ドガジュ 84分 | レポート | バコ 74分 · アエコ 80分 · カウマ 86分 |

| ローソン・タマ・スタジアム（ホニアラ） 観客数: 6,000人 主審: クリス・カー |

| #09 | 2012年6月5日 12:00 (UTC+11) |

| ニューカレドニア                                                                                             | 9 - 0    | サモア |
| R.カヤラ 10分 · アエコ 11分, 45+1分, 72分, 90分, 90+1分 · カベウ 22分 · イクソエ 25分 (pen.) · グニパト 45分 | レポート |        |

| ローソン・タマ・スタジアム（ホニアラ） 観客数: 1,000人 主審: ジェラルド・オイアカ |

| #10 | 2012年6月5日 15:00 (UTC+11) |

| タヒチ                                                                 | 4 - 1    | バヌアツ      |
| ヴァラール 15分 (pen.) · J.テハウ 38分 · A.テハウ 57分 · T.テハウ 87分 | レポート | タッソ 90+4分 |

| ローソン・タマ・スタジアム（ホニアラ） 観客数: 1,000人 主審: ピーター・オレアリー |

#### グループ B
| 順 位 | チーム             | 勝 点 | 試 合 | 勝 利 | 引 分 | 敗 戦 | 得 点 | 失 点 | 点 差 |
| ----- | ------------------ | ----- | ----- | ----- | ----- | ----- | ----- | ----- | ----- |
| 1     | ニュージーランド   | 7     | 3     | 2     | 1     | 0     | 4     | 2     | +2    |
| 2     | ソロモン諸島       | 5     | 3     | 1     | 2     | 0     | 2     | 1     | +1    |
| 3     | フィジー           | 2     | 3     | 0     | 2     | 1     | 1     | 2     | -1    |
| 4     | パプアニューギニア | 1     | 3     | 0     | 1     | 2     | 2     | 4     | -2    |

| #03 | 2012年6月2日 12:00 (UTC+11) |

| フィジー | 0 - 1    | ニュージーランド |
|          | レポート | スミス 8分       |

| ローソン・タマ・スタジアム（ホニアラ） 観客数: 12,950人 主審: イシドール・アシェンヌ＝アンバサ |

| #04 | 2012年6月2日 15:00 (UTC+11) |

| ソロモン諸島 | 1 - 0    | パプアニューギニア |
| トトリ 5分   | レポート |                    |

| ローソン・タマ・スタジアム（ホニアラ） 観客数: 15,000人 主審: ノルベール・アウアタ |

| #07 | 2012年6月4日 12:00 (UTC+11) |

| パプアニューギニア | 1 - 2    | ニュージーランド           |
| ハンス 88分 (pen.) | レポート | スメルツ 2分 · ウッド 53分 |

| ローソン・タマ・スタジアム（ホニアラ） 観客数: 4,700人 主審: ブルース・ジョージ |

| #08 | 2012年6月4日 12:00 (UTC+11) |

| フィジー | 0 - 0    | ソロモン諸島 |
|          | レポート |              |

| ローソン・タマ・スタジアム（ホニアラ） 観客数: 13,600人 主審: カデル・ジトゥニ |

| #11 | 2012年6月6日 12:00 (UTC+11) |

| パプアニューギニア | 1 - 1    | フィジー        |
| ジャック 85分      | レポート | ドゥナダム 14分 |

| ローソン・タマ・スタジアム（ホニアラ） 観客数: 7,000人 主審: カデル・ジトゥニ |

| #12 | 2012年6月6日 15:00 (UTC+11) |

| ニュージーランド | 1 - 1    | ソロモン諸島 |
| ウッド 14分      | レポート | トトリ 57分  |

| ローソン・タマ・スタジアム（ホニアラ） 観客数: 15,000人 主審: ノルベール・アウアタ |

### 決勝トーナメント
グループリーグの各組1位と2位のチームが決勝トーナメントに進出する。また同時に、これらの4チームに2014 FIFAワールドカップ・オセアニア3次予選への出場権が与えられる（ワールドカップ3次予選の試合は別途実施される）。
|  | 準決勝           | 準決勝           |                  |                  | 決勝 | 決勝 |
|  |                  |                  |                  |                  |      |      |
|  | 6月08日 ホニアラ |                  |                  |                  |      |      |
|  | タヒチ           | 1                |                  |                  |      |      |
|  | ソロモン諸島     | 0                |                  |                  |      |      |
|  |                  |                  | 6月10日 ホニアラ |                  |      |      |
|  | タヒチ           | 1                |                  |                  |      |      |
|  |                  | ニューカレドニア | 0                |                  |      |      |
|  |                  |                  |                  |                  |      |      |
|  | 3位決定戦        |                  |                  |                  |      |      |
|  | 6月08日 ホニアラ | 6月08日 ホニアラ | 6月10日 ホニアラ | 6月10日 ホニアラ |      |      |
|  | ニュージーランド | 0                | ソロモン諸島     | 3                |      |      |
|  | ニューカレドニア | 2                |                  | ニュージーランド | 4    |      |

#### 準決勝
| #13 | 2012年6月8日 11:00 (UTC+11) |

| タヒチ        | 1 - 0    | ソロモン諸島 |
| J.テハウ 16分 | レポート |              |

| ローソン・タマ・スタジアム（ホニアラ） 観客数: 12,000人 主審: ピーター・オレアリー |

| #14 | 2012年6月8日 15:00 (UTC+11) |

| ニュージーランド | 0 - 2    | ニューカレドニア                    |
|                  | レポート | カイ 60分 · ゴプ＝フヌプジュ 90+2分 |

| ローソン・タマ・スタジアム（ホニアラ） 観客数: 9,000人 主審: ノルベール・アウアタ |

#### 3位決定戦
| #15 | 2012年6月10日 11:00 (UTC+11) |

| ソロモン諸島                    | 3 - 4    | ニュージーランド                          |
| テレダ 48分 · トトリ 54分, 88分 | レポート | ウッド 11分, 25分, 30分 · スメルツ 90+4分 |

| ローソン・タマ・スタジアム（ホニアラ） 観客数: 7,000人 主審: カデル・ジトゥニ |

#### 決勝
| #16 | 2012年6月10日 15:00 (UTC+11) |

| タヒチ            | 1 - 0    | ニューカレドニア |
| チョン・フエ 11分 | レポート |                  |

| ローソン・タマ・スタジアム（ホニアラ） 観客数: 9,000人 主審: ピーター・オレアリー |

## 優勝国
| OFCネイションズカップ2012優勝国 |
| ------------------------------- |
| · タヒチ · 初優勝               |

## 表彰
以下の者が受賞した。
- ゴールデンボール（最優秀選手）： ニコラ・ヴァラール
- コールデンブーツ（最多得点選手）： ジャック・アエコ
- ゴールデングローブ（最優秀ゴールキーパー）： ロッキー・ニィカイン
- フェアプレー賞： ソロモン諸島